# Constantin Căpităneanu
Constantin Căpităneanu (n. 17 noiembrie 1844, Curtea de Argeș – d. 13 aprilie 1893, Pitești) a fost un astronom, geodez, cartograf și ofițer al Armatei Române.
A fost primul astronom român din Principatele Unite și cel care a înființat în anul 1875 observatorul astronomic de la Iași, considerat a fi primul observator astronomic din România, precum și pe cel de la București, în anul 1877. A activat ca ofițer în cadrul Secției topografice a Marelui Cartier General al armatei în timpul Războiului de Independență al României. Prin metode astronomice și geodezice a determinat coordonatele geografice (longitudinea și latitudinea) mai multor localități importante (București, Iași, Galați, Cernăuți, Chișinău, Brașov etc.) și a realizat rețeaua de triangulare pentru zona Moldovei și Dobrogei, având prin aceasta o contribuție importantă la realizarea primei hărți moderne a Regatului României, numită de către Ștefan Hepites, vicepreședintele Academiei Române, „Harta celor trei Constantini”. În anul 1881 a publicat la București, în limba română și franceză, prima lucrare științifică în domeniul astronomiei și geodeziei scrisă de un român și tipărită în țara sa: „Determinarea diferenței de longitudine între Iași și Cernăuți, executată de C. Căpităneanu și Kühnert”.

## Biografie

### Educația
După terminarea studiilor liceale în localitatea natală, a urmat cursurile Seminarului teologic pe care îl   absolvă în anul 1862. A renunțat însă la cariera de preot în favoarea celei militare și s-a înscris la 10 iulie 1862 la Școala de ofițeri din București, pe care a absolvit-o la 20 iulie 1864, când este avansat la gradul de sublocotenent. La această școală a fost coleg de promoție cu viitorul general Iacob Lahovari și cu viitorul său colaborator, Constantin Brătianu. După absolvirea Școlii Militare a fost reținut în corpul profesoral ca ofițer-repetitor, activând la mai multe dintre catedrele acesteia.

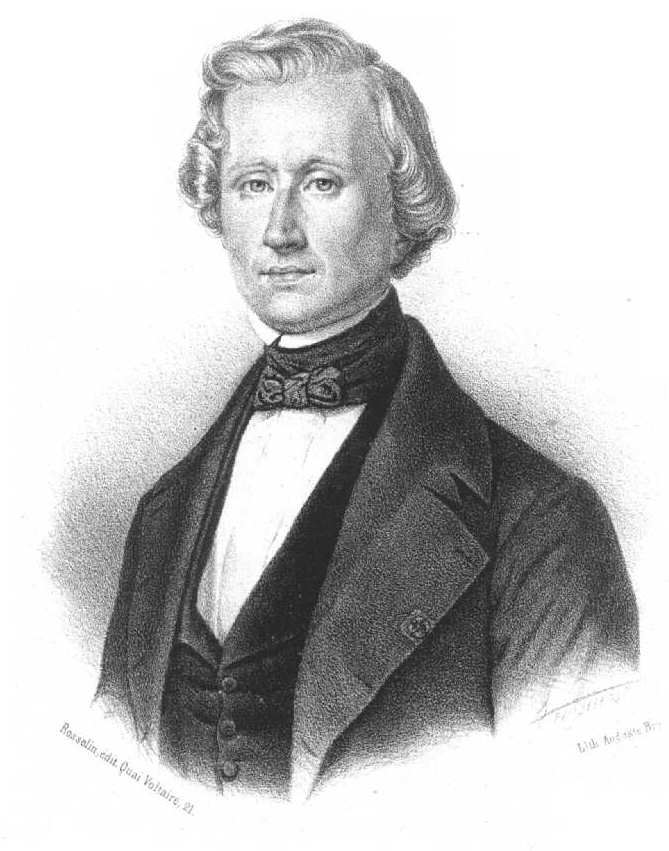
Urbain Le Verrier

Odată cu înființarea în anul 1864 de către domnitorul Alexandru Ioan Cuza a „Școlii de ponți și șosele, mine și arhitectură”, Căpităneanu a fost invitat să predea la mai multe catedre ale acestei prestigioase instituții care, în 1867, a devenit „Școala de poduri, șosele și mine”. La 26 septembrie 1868 Căpităneanu este avansat locotenent și figurează în cadrul Regimentului 2 infanterie, însă funcționează mai departe ca profesor la „Școala militară de ofițeri de geniu” din București, al cărui comandant, locotenent-colonelul Constantin Barozzi, îi încredințează conducerea catedrei de cosmografie. În același an Căpităneanu este trimis în Franța, la recomandarea Ministerului de Război, pentru a studia astronomia în cadrul Observatorului astronomic din Paris, al cărui director era renumitul astronom Le Verrier, cel care descoperise prin calcule planeta Neptun. Căpităneanu a lucrat sub îndrumarea profesorului Maurice Loewy care era de 10 ani șef al Departamentului pentru observații meridiane. Acesta îl va învăța tehnica și arta observațiilor cu diferite instrumente, cum ar fi marele cerc meridian Secrétan-Eichens sau cercul mural al lui Gambey. A absolvit cursurile teoretice de astronomie în anul 1870, fiind încadrat la Observatorul astronomic pe post de observator.

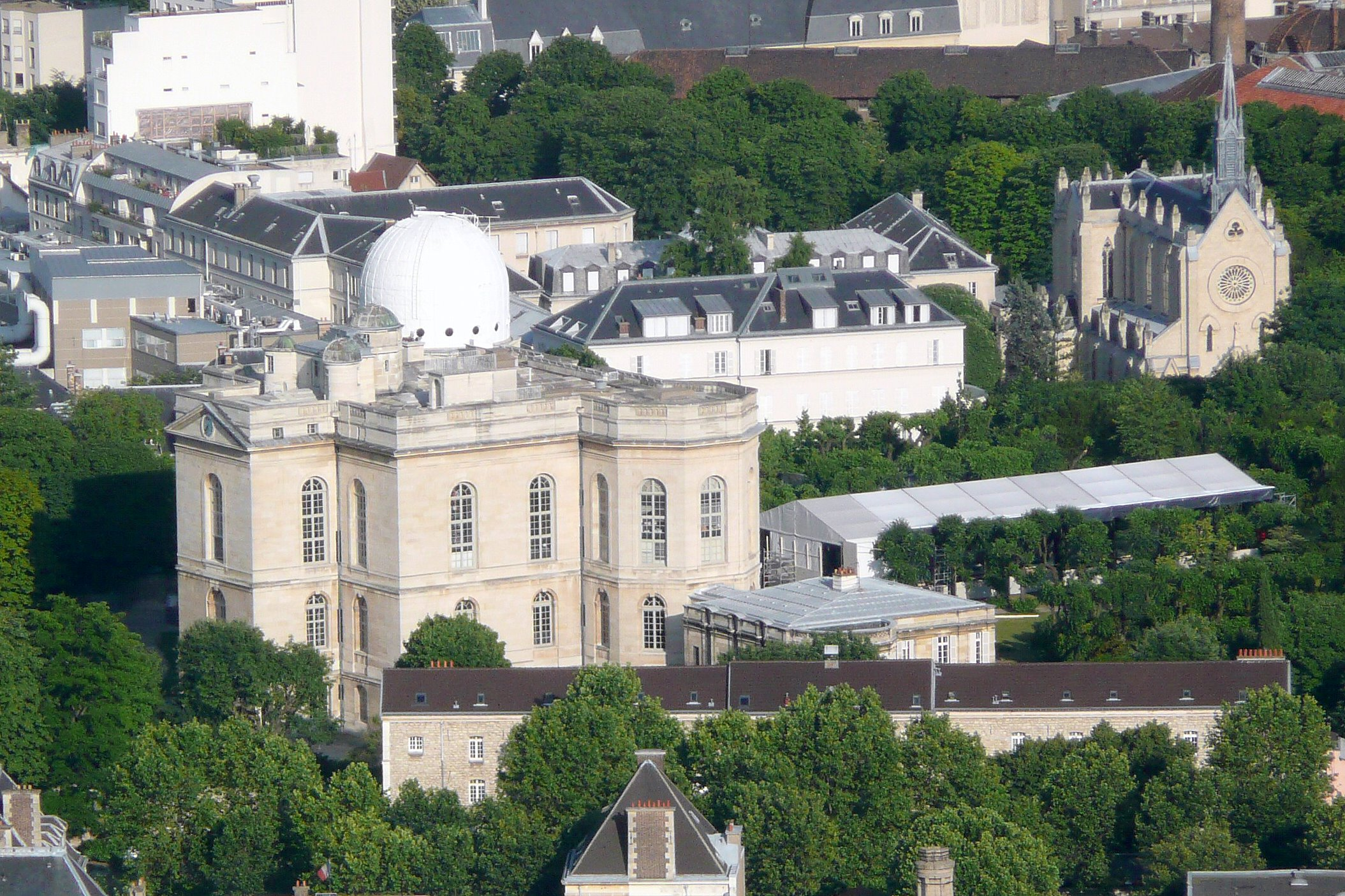
Observatorul din Paris văzut din vârful turnului Montparnasse.

Rezultatele observațiilor sale sunt înregistrate în Analele Observatorului din Paris. Prima sa observație pentru cercul lui Gambey se găsește în 16 iulie 1869, la pagina 273. Ultima notare apare pe 6 august 1870. În acest timp el a susținut observațiile sale în principal sub îndrumarea lui Loewy, dar și a celorlalți astronomi: Tisserand, André și Ludinard.
Rezultatele strălucite ale tânărului Căpităneanu sunt consecința susținerii pe care a primit-o din țară, de unde va obține o prelungire de concediu și solda necesară pentru subzistență. Pentru aceasta ministrul de război, George Manu, s-a adresat direct regelui Carol:
„Locotenentul Căpităneanu Constantin, căruia i-am acordat un concediu de studii la Paris, a fost potrivit informațiilor primite, distins și a primit un loc de muncă la Observatorul din Paris. Potrivit informațiilor mele, ofițerul nu își poate permite să trăiască în Paris. În aceste condiții, subsemnatul, crezând că acest ofițer ar trebui încurajat și menținut la Paris pentru a-și termina studiile și pentru a face șederea lui cât mai profitabilă la reîntoarcerea în țară, solicit respectuos Majestătății Voastre a da cu amabilitate consimțământul de a se acorda o bursă de 60 de monede de aur pentru misiune” (Monitorul Anului, nr. 24, 1870).
În plin război franco-prusac, acordarea bursei a facilitat prelungirea stagiului din Paris a lui Căpităneanu.

### Cariera militară
Revenit în țară în anul 1871 este avansat căpitan, la 1 ianuarie 1872, și este numit șef al Serviciului de geodezie din cadrul Depozitului de război, funcție în care va rămâne până în anul 1889. Reluarea în 1872 a lucrărilor Comisiei internaționale de metrologie de la Paris a determinat autoritățile române, interesate în dezvoltarea astronomiei, geodeziei și cartografiei și deci implicit în introducerea sistemului metric în România, să-l trimită din nou în Franța pe Constantin Căpităneanu. În perioada 1872-1875 el face mai multe călătorii în Franța, reluându-și activitatea la Observatorul astronomic și participând, totodată, la lucrările pe care Comisia internațională a metrului le inițiase. În 1875 în calitate de „delegat al României la Comisia Internațională a Metrului” a  semnat documentele Convenției metrului.
Tot în această perioadă face mai multe călătorii de lucru în Italia, pentru a cunoaște activitatea Institutului Topografic Militar din Napoli. În aceeași perioadă face și unele cercetări la Observatorul Astronomic din Pizzofalcone.
În 1875 s-a înființat Observatorul astronomic de la Iași, unde Căpităneanu a amenajat prima sală din România pentru instalarea unei lunete meridiane. În același an, în cadrul măsurătorilor geodezice efectuate pentru a se întocmi harta țării, a deteminat diferența de longitudine dintre Iași și Cernăuți cu ajutorul instrumentelor austriece puse la dispoziţie de Theodor von Oppolzer⁠(en)[traduceți].
Anul 1876 a permis reluarea observațiilor astronomice pentru determinarea latitudinii observatorului din Iași, de data aceasta cu instrumente proprii. Acestea vor cunoaște însă lungi peregrinări dintr‑un loc în altul, negăsindu‑se încă banii necesari pentru construirea unei săli meridiene stabile (prima va fi construită abia în 1895 pe dealul Filaret din București).

## Participarea la Războiul de Independență
La 24 aprilie 1877 este avansat la gradul de maior și primește importante însărcinări legate de pregătirea armatei române pentru luptele care urmau să înceapă, între care aceea de a colabora cu ofițerii din armata rusă aliată la realizarea unor lucrări de geniu și fortificații. În vara anului 1877, între 3 iulie și 28 august, în timpul traversării României de către trupele rusești ce se îndreptau spre Bulgaria, maiorul Căpităneanu împreună cu căpitanul Samotschnikow determină alte diferențe de longitudine: Galați – București, Galați – Iași, Chișinău – Iași, precum și latitudinile orașelor București, Galați și Iași. Aceste măsurători au fost publicate de generalul-maior Lebedev în „Travaux astronomiques effectués en Roumanie en 1877” în al 48‑lea volum din „Mémoires de la Section topographique de l’Etat Major”, care a apărut în anul 1892.
A participat la luptele purtate de armatele române în timpul Războiului de Independență din 1877-1878 în calitate de ofițer în cadrul Secției topografice a Marelui Stat Major și director al cancelariei Marelui Cartier General al Armatei. A participat și la campania din Bulgaria efectuând servicii de curierat și recunoaștere. Pentru meritele sale a fost distins cu ordine și medalii, între care Ordinul Virtutea Militară de aur (20 decembrie 1877), Ordinul Coroana României, Crucea Trecerea Dunării și Medalia Apărătorilor Independenței.

## Activitatea științifică
După terminarea războiului își continuă cercetările pe teren, împreună cu Constantin Brătianu, Moise Groza și alți ofițeri, sub conducerea lui Constantin Barozzi, pentru întocmirea lucrării de mari proporții, care a fost prima „Hartă a Regatului României”, numită și „Harta celor trei Constantini” (Constantin Barozzi, coordonatorul lucrării, Constantin Căpităneanu, astronom și geodez și Constantin Brătianu, cartograf). Partea care îi revine lui Constantin Căpităneanu este cea legată de astronomie, el fiind cel care a determinat coordonatele punctelor principale de triangulație pentru zona Moldovei și Dobrogei, deși avea la dispoziție mijloace materiale și aparatură științifică deosebit de modeste. Împreună cu astronomul austriac Franz Kühnert, el întocmește lucrarea intitulată „Determinarea diferenței de longitudine dintre Iași și Cernăuți”, apărută la București în 1881 și considerată ca deosebit de importantă la vremea respectivă. Ulterior Căpităneanu mai stabilește și diferența de longitudine dintre București și Brașov prin două măsurători efectuate în septembrie 1883 . Tot în 1883 a fost avansat la gradul de locotenent colonel.
De numele lui Căpităneanu Constantin sunt legate principalele realizări ale științei românești în domeniile astronomiei, geodeziei și cartografiei din cea de a doua jumătate a secolului al XIX-lea. Încă de la apariția, în 1875, a Buletinului Societății Geografice Române, societate al cărei membru fondator a fost, el publică numeroase studii și articole în care face cunoscute rezultatele cercetărilor proprii sau împărtășește din experiența acumulată în perioada cât a lucrat în Franța și Italia. Cu excepția stagiilor efectuate în Franța și Italia, ca și a activității din țară, el participă la întrunirile Comisiei Geodezice Internaționale, la studiul cadastrului în Franța, Italia, Austria, Elveția și Bavaria, prezentat în lucrarea „Instituții cadastrale în Europa și asupra necesității creării  unei asemenea instituții în România”, publicată în Buletinul Societății Geografice Române, anul VI. Contribuții importante în acest domeniu a adus și prin publicarea lucrării „Memoriu asupra principiilor și șirului de operațiuni urmate în construcția unui Cadastru național. Principii și operațiuni ce formează bazele Legilor și Regulamentelor privitoare la construcția și conservarea Cadastrului”.
Tot lui i se datorează proiectul construirii unor clădiri destinate determinărilor astronomice, precum cea de la Iași amenajată în 1875 și considerată a fi primul observator astronomic din România și cea de la București construită în 1877, cu a cărei aparatură a fost determinată diferența de longitudine dintre București și Brașov, Căpităneanu fiind dealtfel considerat primul astronom român al Vechiului Regat al României.
Meritele pionierului astronomiei și geodeziei românești care a fost Căpităneanu au fost recunoscute și în afara României; astfel, referindu-se la lucrările științifice efectuate de Căpităneanu la Observatorul Astronomic din Paris, astronomul francez  Périgaud a declarat:
„Analele observatorului din Paris din anii 1869 și 1870 au cuprins deci, pentru cercul lui Gambey și pentru marele meridian, numeroase file semnate de Căpităneanu, care fac cea mai mare cinste astronomului român. În diferite lucrări ce i-au fost încredințate, nu numai că el se distinsese prin exactitate, prin îndemânarea și precizia sa, dar dăduse dovezi de o reală aptitudine pentru studiul astronomiei...”.
Ultima lucrare la care a mai participat a fost cartea principelui Grigore Sturdza „Les lois fondamentales de l’Univers”, publicată la Paris în 1891. O lungă boală îi întrerupe definitiv opera, în aprilie 1893, apropiindu‑l poate, mai mult de stelele cărora le‑a dedicat scurta sa viață.

## Lucrări publicate
- Căpităneanu, C., Kühnert F., Determinarea diferenței de longitudine între Iași și Cernăuți, executată de C. Căpităneanu și Kühnert, București: Stabilismentul pentru artele grafice Socec și Teclu, 1881, 56 p. cu tabele (Depozitul General de Resbel);
- Căpităneanu, C., Asupra instituției cadastrale în Europa și necesitatea creării unei asemenea instituții în România, în „Buletinul Societății Geografice Române”, 1885.